# Albert z Pizy
Albert z Pizy OFM (zm. 23 stycznia 1240 w Pizie) – włoski franciszkanin, trzeci generał Zakonu Braci Mniejszych.

## Życiorys
Pochodził z Pizy. Do franciszkanów wstąpił za życia ich fundatora św. Franciszka z Asyżu w 1212. Został wysłany na wyprawę misyjną do Francji wraz z Agnellusem z Pizy. Podczas kapituły generalnej w 1223 w Asyżu został wybrany ministrem prowincjalnym w Niemczech. Przewodniczył niemieckim kapitułom prowincjalnym: w Spirze (8 września 1223), Würzburgu (15 sierpnia 1224) i Moguncji (2 lutego 1227).
Gdy w 1236 zmarł prowincjał angielski Agnellus z Pizy bracia tej prowincji poprosili, by jego miejsce zajął Albert z Pizy. Na prośbę tę przystał ówczesny generał zakonu brat Eliasz Bonbarone. Albert przybył do Anglii 13 grudnia 1236. Jako przełożony prowincji wsparł powstanie domów studiów w Londynie i Canterbury.
Gdy zdjęto z urzędu generała br. Eliasza 15 maja 1239 Albert został wybrany ministrem generalnym całego zakonu franciszkańskiego podczas kapituły, która miała miejsce w Rzymie. Albert z Pizy zmarł 23 stycznia 1240 w Pizie. Na jego cześć papież Grzegorz IX ułożył elegię Plange Turba Paupercula.
Albert z Pizy jest autorem Sermo de caritate Salvatoris.